# Veski (Kanepi)
Koordinaten: 58° 6′ N, 26° 46′ O

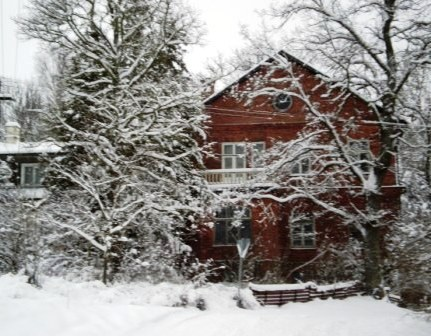
Herrenhaus des historischen Guts

Veski (inoffiziell auch Veskimõisa; deutsch Mühlenhof) ist ein Dorf (estnisch küla) im Südosten Estlands. Es gehört zur Landgemeinde Kanepi (bis 2017 Kõlleste) im Kreis Põlva.

## Einwohnerschaft und Lage
Das Dorf hat 57 Einwohner (Stand 31. Dezember 2011). Es liegt 31 Kilometer südlich der zweitgrößten estnischen Stadt Tartu. Durch den Ort fließt der Fluss Leevi (Leevi jõgi).

## Geschichte und Gut
Der Name des Ortes stammt vermutlich von der alten Wassermühle ab, die am Fluss für das Gut Alt-Wrangelsdorf im Betrieb war. Als selbständiges Gut wurde Veski erstmals 1794 urkundlich erwähnt. Von 1858 bis zur Enteignung im Zuge der estnischen Landreform 1919 gehörte es der adligen deutschbaltischen Familie Andrege.
Die Ursprünge des Herrenhauses stammen vermutlich vom Ende des 18. Jahrhunderts. Es wurde in der zweiten Hälfte des 19. Jahrhunderts stark umgestaltet. Dabei wurde das Gebäude um ein zweistöckiges Seitengebäude aus roten Ziegeln im Stil des Historismus ergänzt. Im 20. Jahrhundert wurde der eingeschossige alte Teil des Herrenhauses um ein voll ausgebautes Dachgeschoss erweitert. Erhalten sind auch einige Nebengebäude. Heute steht das Anwesen in Privatbesitz.